# Henriette Darricarrère
Julie Henriette Darricarrère est une danseuse française née le 14 octobre 1901 à Dunkerque et morte le 10 octobre 1991 à Roquebillière. Elle est le principal modèle d'Henri Matisse de 1920 à 1927, durant sa période niçoise, laquelle le voit notamment réaliser ses Odalisques. En 1924, il commence également à lui apprendre la peinture, et il la représente au travail derrière un chevalet cette année-là, dans La Séance de trois heures.